# Sankt Valentin
Valentin betyder den raske og sunde på latin og er et helgennavn.
Der findes tre helgener ved navn Valentin, og en er skytshelgen for kærestefolk og epileptikere. 
Den første Valentin var en kristen præst i Rom på kejser Claudius den Andens tid. Han blev halshugget den 14. februar 269.
Ifølge overleveringen havde Claudius problemer med at rekruttere soldater til sin hær og forbød  forlovelser og ægteskaber i Rom. Præsten Valentin viede i hemmelighed de par, der ønskede det. Claudius lod Valentin arrestere og straffe ved at blive slået med køller og få hovedet hugget af. Mens Valentin ventede på det, blev han gode venner med fangevogterens datter. Inden han blev halshugget, sendte han hende et brev underskrevet "din Valentin". Kilderne til den historie findes ikke i ældre kilder og opfattes som en legende.
Nummer to var biskop i Terni, der blev henrettet 14. februar 273. Valentin af Rätien har helgendag den 7. januar.
Omkring 498 udnævnte pave Gelasius den 14. februar til Valentinsdag. 
I 1950'erne forsøgte blomsterhandlere og guldsmede at indføre St. Valentinsdag i Danmark. Ideen gik i sig selv. I begyndelsen af 1990'erne forsøgte de igen, og skikken har vundet indpas.
Valentins dag blev fra det 16. århundrede fejret i England og Skotland med kærestebreve.